# کریستین اورتیز
کریستین اورتیز (انگلیسی: Christian Ortiz؛ زادهٔ ۲۰ اوت ۱۹۹۲) بازیکن فوتبال اهل آرژانتین است.
از باشگاه‌هایی که در آن بازی کرده‌است می‌توان به باشگاه اتلتیکو ایندپندینته، باشگاه فوتبال اسپورتینگ کریستال، و باشگاه فوتبال اتلتیکو هوراکان اشاره کرد.